# Dolná Lehota
Dolná Lehota je obec na Slovensku v okrese Brezno.

## Dějiny
Osadu založil v roce 1358 na území Lupčanského panství dědičný rychtář Petrík z Predajné a více než sto let nesla v názvu jeho jméno. Obyvatelstvo se tak jako v okolních obcích zabývalo zemědělstvím, chovem dobytka, povozničením pro erární železohutnické podniky.
V 18. - 20. století patřila Dolná Lehota mezi tzv. krajkářské obce. Podomní obchodníci s krajkami, hrnčířským, hřebenářským zbožím, modrotiskem a noži byli známí nejen v Uhrách, ale i na Balkáně. K těžbě nerostů se obyvatelé vrátili v 19. století, zlato a stříbro však nahradila antimonitá ruda zpracovávaná ve Vajskové.
Dolná Lehota použila pro svůj znak historickou předlohu z obecní pečeti datované rokem 1706. Je na ní v heraldice oblíbený a častý výjev - svatý Jiří zabíjející kopím draka. Kult tohoto světce se šířil zejména v 14. století a stal se patronem několika měst a vesnic.

### Vývoj názvu obce
Dolná Lehota spíše Dolní Lehôtka (v němčině Peterslehotta; v maďarštině Alsószabadi), starší názvy obce:
- 1424 - Petwrlehota
- 1455 - Lhůta Petri
- 1464 - Petrik Lehathaya
- 1528 - Inferior Lehotha
- 1536 - Lehotka
- Do roku 1907 Alsólehota